# ハンドオーバー
ハンドオーバー（Hand Over, H/O）とは、移動局、例えば携帯電話やPHSの端末と通信する基地局を移動中に切り替えることである。ハンドオフ(Hand-off)とも言う。工学の分野では最後の長音を省略して、ハンドオーバと書くことが多い。
セル方式を採用する移動体通信である携帯電話やPHSでは、セル境界に端末が移動した場合や、その他の原因により、基地局からの電波が弱くなると、そのままでは通信できなくなる。そのため、電波が弱くなるかまたは弱くなる前に、別のセルの電波の強い基地局に切り替えを行う。

## 携帯電話のハンドオーバー
携帯電話は、基地局間ハンドオーバー以外にセクタ間ハンドオーバーもおこなわれる。
- アナログ方式携帯電話でのハンドオーバー
周波数を切り替える際には通話は一瞬途切れる。またアナログ方式であるため、ハンドオーバー先の電波状況により音質も変化する。初期の船舶電話ではハンドオーバーを実装していなかった。
- 第二世代携帯電話（PDC、GSM）
PDC方式では、パイロットキャリアによるハードハンドオーバ(HHO:Hard Hand-over)が行われる。
- CDMA方式携帯電話（cdmaOne、W-CDMA等の第三世代携帯電話）
通話中、電波状態が悪くなる（強弱以外に品質も考慮している）と複数の基地局と同時通信する方式（レイク受信、ソフトハンドオーバ(SHO:Soft Hand-over )）のため、理論上はハンドオーバーによる瞬断なしで、電波状態の良い基地局に切り替えることが可能。ただし、周波数切替を伴うハードハンドオーバ(HHO:Hard Hand-over )（ハードハンドオフ）の場合は、瞬断を伴う。セクタ間のハンドオーバーは、ソフターハンドオフと言う。

## PHSのハンドオーバー
PHSでは、携帯電話に比べ（基地局の）セル半径が小さい事から、同程度の移動速度でも頻繁にハンドオーバーが発生することになる。また、初期のPHSでは、携帯電話と異なり、ハンドオーバー処理にも数秒の時間がかかったため、処理中に通話が切れてしまう問題があり、PHSは切れやすいという不評の一因となった。
このため、受信回路を複数内蔵し、通話中にもバックステージで別の基地局を探し出して、通話中の基地局よりも電波状態が良ければ、すぐに切り替える「高速ハンドオーバー」が各社において改良版として採用された事や、ダイバシティアンテナの採用などで切れやすい問題は改善されている。
なお、安定したハンドオーバーを行うための技術の名称は、会社によって異なっている。1つの基地局と通信中に、電話機にとって安定した電波を出す新たな基地局を探す、という原理は各社共通。また、基本的にチャネル切り替えを伴うハードハンドオーバ(HHO:Hard Hand-over)である。
- アステル - 「スーパースムーズ」。無線機を2台搭載（ダブルシンセサイザー）した「スーパースムーズEX（エクストラ）」もある。公称の切替時間は、ノーマルの方が1/4～1/20、EXが最大で1/50である。ただ、内蔵ソフトウェアとの相性や、基地局の微妙な同期のズレなどによる微妙な問題は、EX採用端末でも解消されない部分が残ったようである。
- ドコモPHS - 「クイックリンク」。公称の切替時間は約20分の1。3事業者の中で最後に導入した。ただ、 64K対応の基地局間のハンドオーバーに効果が限定された（32K対応の基地局との間では、高速ハンドオーバーは不可）。
- ウィルコム - 「ツインウェーブ」。「H"」以降で採用。公称の切替時間はドコモと同様の最大約1/20。音声端末の機種によってばらつきがあるが、おおむね良好な性能である（同社の基地局のセル設計も寄与）。加えて「feelH"」で「ダイバシティアンテナ」を標準搭載した事も通信の安定に寄与した。なお、メーカーによっては「アンテナサーチ」「しっかリンク」と呼んでいる所もある。

## ハンドオーバの問題点
いずれの方式でも、移動局は移動速度や進行方向をいつ変えるかもしれず、事前に通信状態の悪化を予測できない。したがって、ハンドオーバは通信状態が悪くなってから開始される後追い型の処理となり、急激に電波状態が悪化した場合、処理が追いつかず失敗する可能性を残している。